# Mihail Ghecev
Mihail Ghecev (Leova, 5 de noviembre de 1997) es un futbolista moldavo que juega en la demarcación de centrocampista y se encuentra sin equipo tras abandonar el FC Sheriff Tiraspol.

## Selección nacional
Hizo su debut con la selección de fútbol de Moldavia el 10 de septiembre de 2019 en un partido de clasificación para la Eurocopa 2020 contra Turquía que finalizó con un resultado de 0-4 a favor del combinado turco tras los goles de Deniz Türüç, Yusuf Yazıcı y un doblete de Cenk Tosun.

## Clubes
| Club                          | País     | Año       | Partidos | Goles |
| ----------------------------- | -------- | --------- | -------- | ----- |
| FC Sfântul Gheorghe Suruceni  | Moldavia | 2017-2018 | 27       | 1     |
| CS Petrocub Hîncești (cedido) | Moldavia | 2018-2019 | 9        | 1     |
| FC Sheriff Tiraspol           | Moldavia | 2019      | 9        | 2     |
| FC Sfîntul Gheorghe           | Moldavia | 2020-2021 | 32       | 8     |
| NK Veres Rivne                | Ucrania  | 2021-2022 | 12       | 0     |
| FC Sfîntul Gheorghe (cedido)  | Moldavia | 2022      | 8        | 1     |
| NK Veres Rivne                | Ucrania  | 2022      | 1        | 0     |
| Zimbru Chișinău               | Moldavia | 2022-2023 | 9        | 1     |
| FC Mynai                      | Ucrania  | 2023      | 29       | 1     |
| FC Sheriff Tiraspol           | Moldavia | 2024      | 14       | 1     |